# Google Play Games
Google Play Games（グーグルプレイゲームズ）は、Googleが運営するオンラインゲームサービスで、Google Playのサービスの一つ。Androidのほか、Chromebook、Windows向けがそれぞれリリースされた。

## 概要
Google Play Gamesは、Google I/O 2013にて発表され、2013年7月24日にスタンドアローンのGoogle PlayのモバイルゲームアプリがAndroid向けにサービスを開始した。
Google Play Gamesがリリースされてからは、画面録画機能、ゲーマーID、ビルトイン ゲーム、ゲーム発見のためのアーケード等のアップデートを実施している。
2020年3月31日をもって、マルチプレーヤー型ゲーム API（リアルタイムとターン制の両方）のサポートを終了した。
2021年12月9日、GoogleはThe Game Awardsにて、Google Play Gamesのベータ版を2022年初頭に開始し、Android ゲームをMicrosoft Windows搭載のPC向けに提供すると発表した。2022年1月19日にGoogle Play Gamesのベータ版が韓国、台湾、香港でリリースされ、2022年11月2日にアメリカ合衆国、カナダ、メキシコ、ブラジル、インドネシア、フィリピン、マレーシア、シンガポールでリリースされた。2023年4月19日、Google Play Gamesのベータ版が日本でリリースされた。
2025年3月、米国にて開催された「Game Developers Conference（GDC） 2025」に合わせて2025年内に正式に提供されることが発表された。また、年内にほとんどすべてのモバイルゲームがPCで遊べるとも発表された。ただし、すべてのゲームが完全な最適化が行われていないことに留意が必要。